# Kappaphycus
Genre
Kappaphycus est un genre d’algues rouges de la famille des Solieriaceae. 

## Liste d'espèces
Selon AlgaeBase (9 mars 2019) et World Register of Marine Species (9 mars 2019) :
- Kappaphycus alvarezii (Doty) Doty ex P.C.Silva, 1996 (espèce type)
- Kappaphycus cottonii (Weber-van Bosse) Doty ex P.C.Silva, 1996
- Kappaphycus inermis (F.Schmitz) Doty ex H.D.Nguyen & Q.N.Huynh, 1995
- Kappaphycus malesianus J.Tan, P.E.Lim & S.M.Phang, 2013
- Kappaphycus procrusteanus (Kraft) Doty, 1988
- Kappaphycus striatus (F.Schmitz) Doty ex P.C.Silva, 1996